# Schwimmbach (Leiblfing)
Schwimmbach ist ein Ortsteil der Gemeinde Leiblfing im niederbayerischen Landkreis Straubing-Bogen. Bis 1978 bildete es eine selbstständige Gemeinde.

## Lage
Schwimmbach liegt am gleichnamigen Bach etwa drei Kilometer westlich von Leiblfing im Donau-Isar-Hügelland.

## Geschichte
Der Name Schwimmbach stammt aus dem Germanischen „swinpa“. „Swin“ heißt stark, geschwind und „pa“ war der Bach. Schon gegen Ende des 9. Jahrhunderts gab Bischof Ambricho von Regensburg im Tausch an Graf Engilbert Güter in Aholfing und Schwimmbach und kaufte von dem Edlen Oto Besitz bei Suuindpah. In den Herzogsurbaren ist der Besitz der Regensburger Kirche in Schwimmbach nicht mehr vermerkt. Zur Burg Geltolfing gehörten jedoch Holzreichnisse in Schwimmbach.
Philipp Apian erwähnt in seiner Ortsgeschichte um 1582 eine Kapelle in Schwimmbach. Schwimmbach war bis zum Anfang des 19. Jahrhunderts ein Forst, wo sich nur ein Hof und daneben eine kleine Kirche befanden, in der die Fürsten Messe hörten und sich nach der Jagd ausruhten. Das Dorf entstand erst ab 1807, als Maria Leopoldine, die Witwe des Kurfürsten Karl Theodor den Forst Schwimmbach um 90.000 Gulden verkaufte. Beim Verkauf wurden Flächen von einigen Tagwerk bis zu 81 Tagwerk verkauft. Die „Colonie“ Schwimmbach wurde von den umliegenden Bauerndörfern sehr abschätzig behandelt und als Sträflingssiedlung bezeichnet.
1811 wurde der Steuerdistrikt Schwimmbach gebildet, aus dem 1821 die Ruralgemeinde Schwimmbach im Landgericht Straubing hervorging. Sie umfasste nur den Ortsteil Schwimmbach. Noch 1831 wird Schwimmbach Kolonie genannt. Der Bauernhof und die Kirche gehörten damals noch zum Patrimonialgericht Mengkofen. Viele der ursprünglichen Hofstellen verschwanden im Laufe der Jahrzehnte durch Tausch, Heirat oder Verkauf. Bis auf ganz wenige Ausnahmen stehen heute in Schwimmbach neue Höfe und Häuser.
1978 wurde Schwimmbach im Rahmen der Gebietsreform in Bayern Teil der Einheitsgemeinde Leiblfing. Auch Schule und Pfarramt wurden nach Leiblfing verlegt. Sehr viele Bewohner verdienen ihren Lebensunterhalt im BMW-Werk Dingolfing.

## Sehenswürdigkeiten
- Expositurkirche St. Markus. Sie wurde 1690 bis 1691 anstelle einer im Dreißigjährigen Krieg zerstörten Kapelle erbaut und 1855 sowie 1932 vergrößert.

## Vereine
- Eisstockclub Schwimmbach e. V.
- Freiwillige Feuerwehr (FF) Schwimmbach
- Helfer vor Ort (HVO) – Gruppe Schwimmbach
- KLJB Schwimmbach
- Krieger-, Reservisten- und Kameradschaftsverein Schwimmbach
- Landfrauen Schwimmbach
- Obst- und Gartenbauverein Schwimmbach
- Oldtimerverein Schwimmbach
- Pferdefreunde in allen Sätteln e. V.
- Seniorenclub Schwimmbach